# Сенявская, Елена Спартаковна
Еле́на Спарта́ковна Сеня́вская (род. 5 июля 1967, Москва, СССР) — российский историк, специалист по военной истории России XX века, социальной истории, истории повседневности, исторической психологии, военной психологии, военной социологии. Основатель и руководитель научной школы «Военно-историческая антропология и психология». Доктор исторических наук, профессор, ведущий научный сотрудник Института российской истории РАН, почётный доктор Петрозаводского государственного университета (2020). Лауреат Государственной премии Российской Федерации для молодых учёных за выдающиеся достижения в области науки и техники.
По состоянию на 2013 год является самым цитируемым российским специалистом по вопросу истории Великой Отечественной войны.

## Биография
Родилась 5 июля 1967 года в Москве. Отец — Спартак Леонидович Сенявский (1923—1986), историк, участник Великой Отечественной войны, командир танка; после войны — заведующий сектором в Институте истории СССР. Старший брат — Александр (род. 1955), советский и российский историк, специалист по истории СССР и России XX века.
В 1989 году с отличием окончила исторический факультет Московского государственного университета им. М. В. Ломоносова. Затем в 1992 году — очную аспирантуру Института истории СССР АН СССР. Там же под научным руководством доктора исторических наук, профессора А. К. Соколова защитила диссертацию на соискание учёной степени кандидата исторических наук «Духовный облик фронтового поколения: (Методологические и источниковедческие проблемы изучения)» (специальность 07.00.09 — «историография и источниковедение»). Официальные оппоненты — доктор исторических наук Ю. П. Шарапов-Антонов и кандидат исторических наук А. А. Курносов. Ведущая организация — исторический факультет МГУ имени М. В. Ломоносова.
C 1992 года работает в Институте российской истории РАН: до 1995 года — младшим научным сотрудником, с 1995 по 1996 год — научным сотрудником, с 1996 по 2000 год — в должности старшего научного сотрудника, с 2000 года по настоящее время — ведущим научным сотрудником в Центре изучения новейшей истории России и политологии. Профессор кафедры истории России новейшего времени Российского государственного гуманитарного университета (с 2004 года). Научный руководитель аспирантов и соискателей.
В 1998 году за монографию «1941-1945. Фронтовое поколение. Историко-психологическое исследование» присуждена Государственная премия Российской Федерации для молодых учёных за выдающиеся достижения в области науки и техники.
В 1999 году в Институте российской истории РАН защитила диссертацию на соискание учёной степени доктора исторических наук по теме «Психология российских участников войн XX века. Сравнительно-историческое исследование». В 2012 году присвоено учёное звание профессора по кафедре.
Член ряда научных и общественных организаций:
- Действительный член Академии военных наук (2001)
- Член Союза писателей России (2002)[13]
- Президент Ассоциации военно-исторической антропологии и психологии «Человек и война» (2002)
- Член Международной ассоциации исторической психологии (2003)
- Член Военно-исторического общества Республики Карелия (2006)
- Член Российского военно-исторического общества (2014)

С 2002 года является главным редактором ежегодника «Военно-историческая антропология». Член редакционных коллегий и редакционных советов ряда научных изданий:
- КЛИО. Журнал для ученых (Санкт-Петербург)[14]
- Проблемы российской истории (Магнитогорск)
- Учёные записки Петрозаводского государственного университета[15]
- Былые годы. Российский исторический журнал (Сочи)[16]

Автор более 250 опубликованных научных трудов, в том числе 4-х авторских монографий, удостоенных научных наград и получивших отклик в российской и зарубежной научной печати. Публиковалась в ведущих научно-исторических журналах «Отечественная история», «Вопросы истории», «Отечественные архивы» и др., в крупных коллективных трудах.
Поддержала военное вторжение на Украину.

### Монографии
- Сенявская Е. С. 1941—1945. Фронтовое поколение. Историко-психологическое исследование. — М.: Институт российской истории РАН, 1995. — 220 с. — ISBN 5-201-00589-6
- Сенявская Е. С. Человек на войне. Историко-психологические очерки. — М.: Институт российской истории РАН, 1997. — 232 с. — ISBN 5-201-00635-3
- Сенявская Е. С. Психология войны в XX веке: исторический опыт России. М.: РОССПЭН, 1999. — 383 с., илл. — ISBN 5-8243-0084-4
- Сенявская Е. С. Противники России в войнах XX века: эволюция «образа врага» в сознании армии и общества. — М.: РОССПЭН, 2006. — 288 с., илл. — ISBN 5-8243-0782-2
- Сенявская Е. С., Сенявский А. С., Жукова Л. В. Человек и фронтовая повседневность в войнах России XX века. Очерки по военной антропологии. — М. Институт российской истории РАН. Центр гуманитарных инициатив, 2017. — 418 с. — (Historia Russica). — 500 экз.

Учебники:
- История войн России XX века в человеческом измерении: проблемы военно-исторической антропологии и психологии. Курс лекций. — М.: РГГУ, 2012. — 332 с. — ISBN 978-5-7281-1296-9
- Военно-историческая антропология и психология (на материале российских войн XX века). Учебно-методическое пособие. Петрозаводск: Изд-во ПетрГУ, 2012. — 223 с. — ISBN 978-5-8021-1284-7

Ответственный редактор и составитель, руководитель авторского коллектива:
- Военно-историческая антропология. Ежегодник, 2002. Предмет, задачи, перспективы развития. / Отв. ред. и сост. Е. С. Сенявская. — М.: РОССПЭН, 2002. — 400 с. — ISBN 5-8243-0312-6
- Военно-историческая антропология. Ежегодник, 2003/2004. Новые научные направления. / Гл. ред. и сост. Е. С. Сенявская. — М.: РОССПЭН, 2005. — 464 с. — ISBN 5-8243-0471-8
- Военно-историческая антропология. Ежегодник, 2005/2006. Актуальные проблемы изучения. / Гл. ред. и сост. Е. С. Сенявская. — М.: РОССПЭН, 2006. — 416 с. — ISBN 5-8243-0802-0

### Статьи
- Человек на войне: Опыт историко-психологической характеристики российского комбатанта // Отечественная история. 1995. № 3. С. 7-16.
- Героические символы: реальность и мифология войны // Отечественная история. 1995. № 5. С. 30-44.
- Образ врага в сознании участников Первой мировой войны // Вопросы истории. 1997. № 3. С. 140—145.
- Психология войны в XX веке: итоги и задачи изучения // Исторические записки. Вып. 121(3). М.: Наука, 2000. С. 254—284.
- Военная проза в аспекте источниковедения // История России XIX—XX веков: новые источники понимания. М.: Московский общественный научный фонд, 2001. С. 144—153.
- Повседневность российской армии в войнах XX века: понятие, структура и психология фронтового быта // Человек в российской повседневности. Сборник статей. М., 2001. С. 131—138.
- Военно-историческая антропология — новая отрасль исторической науки // Отечественная история. 2002, № 4. С. 135—145.
- Историческая имагология и проблема формирования «образа врага» (на материалах российской истории XX века) // Вестник РУДН. 2006. № 2(6). С. 54-72. — В соавт. с А. С. Сенявским.
- Историческая память о войнах XX в. как область идейно-политического и психологического противостояния // Отечественная история. 2007. № 2. С. 139—151; № 3. С. 107—121. — В соавт. с А. С. Сенявским.
- «Соперники, союзники, враги…» Восприятие Великобритании, Франции и США в России и СССР в первой половине XX века // Обозреватель-Observer. Научно-аналитический журнал. 2010. №. 4. С. 32-41; № 5. С. 86-101.
- Военная повседневность как предмет исторического исследования: теоретико-методологические проблемы // 65 лет Великой Победы: в 6 т. М.: МГИМО-Университет, 2010. Т. 3. Победа. С. 197—211. — В соавт. с А. С. Сенявским.
- Время и пространство на войне // Историческая психология и социология истории. 2010. Т. 3. № 1. С. 5-17.
- Deutschland und die Deutschen in den Augen sowjetischer Soldaten und Offiziere des GroЯen Vaterlдndischen Krieges // Rotarmisten schreiben aus Deutschland. Briefe von der Front (1945) und historische Analysen. Texte und Materialien zur Zeitgeschichte. Band 14. Herausgegeben vom Institut fǘr Zeitgeschichte. K G Saur Mǘnhen, 2004. P. 247—266. (нем.)
- Romania in cele doua razboaie mondiale. Cum o vad Rusii // Magazin istoric. Aprilie 2008. nr. 4 (493). P. 40-44; nr. 5 (494). P. 43-47. (рум.)
- Suomi neuvostoliiton vihollisena toisessa maailmansodassa: viholliskuvan synty ja kehitys vuosina 1939-40 ja 1941—1944 // Monikasvoinen Suomi. Venalaisten mielikuvia Suomesta ja suomalaisista. Helsinki. 2009. P. 297—329. (фин.)
- The Historical Memory of Twentieth-Century Wars as an Arena of Ideological, Political, and Psychological Confrontation // Russian Studies in History. Summer 2010. Vol. 49. No. 1. pp. 53-91. (англ.) — В соавт. с А. С. Сенявским.

## Награды и премии
Медали:
- Медаль «В память 850-летия Москвы» (26.02.1997)
- Медаль Минобороны России «За заслуги в увековечении памяти погибших защитников Отечества» (11.11.2016)

Лауреат премий:
- Государственная премия Российской Федерации для молодых ученых за выдающиеся достижения в области науки и техники (1998)[10]
- Медаль Российской Академии наук с премией для молодых учёных (12-й конкурс, 2001)
- Премия им. Профессора В. И. Старцева Международной ассоциации исторической психологии «За большой личный вклад в развитие исторической науки", "в организацию научных исследований в области военно-исторической антропологии и в изучение историко-психологических аспектов поведения человека в экстремальных условиях» (2003)[18]
- Всероссийский конкурс на лучшее издание по патриотической тематике в рамках Государственной программы «Патриотическое воспитание граждан Российской Федерации на 2006—2010 гг.» (2008)
- Всероссийский конкурс СМИ «Патриот России-2008» (2008)